# Furcifer labordi
Furcifer labordi — вид ящірок з родини хамелеонів (Chamaeleonidae).

## Етимологія
Вид названо на честь французького промисловця Жана Лабора (1805—1878), засновник першого промислового підприємства на Мадагаскарі.

## Поширення
Ендемік Мадагаскару. Поширений на заході та південному заході Мадагаскару і трапляється в місцях з низькими висотами (від 20 до 100 м над рівнем моря) із залишковим лісистим покривом.